# Derogatie (recht)
Derogatie is een term uit het recht om de buitenwerkingstelling van een rechtsnorm te beschrijven. Derogatie wordt enerzijds gebruikt om wettelijke bepalingen af te schaffen (soms ook abrogatie genoemd) en anderzijds in geval van conflicterende rechtsregels te bepalen welke rechtsregel prevaleert (de eigenlijke derogatie). Voor beide vormen van derogatie kan men daarnaast onderscheid maken in formele en materiële derogatie.

## Formele derogatie
Hierbij is sprake van een expliciete bepaling bij materiële wet. Er kan een derogerende norm zijn waardoor een eerdere wet expliciet wordt ingetrokken of afgeschaft.
Ook kan er sprake zijn van een expliciet geformuleerde derogerende norm die bepaalt welke rechtsregel voorgaat in het geval van een regelconflict. Een voorbeeld van formele derogatie zijn de derogaties van de Europese Unie om van Europese richtlijnen, zoals de Nitraatrichtlijn te mogen afwijken.

## Materiële derogatie
Bij materiële derogatie is in tegenstelling tot bij formele derogatie geen sprake van een expliciete formulering in de materiële wet. De materiële derogatie is gebaseerd op drie algemeen aanvaarde rechtsbeginselen: de superioriteitsregel, de specialiteitsregel en de posterioriteitsregel. Daarbij prevaleert de superioriteitsregel boven de specialiteitsregel en de posterioriteitsregel en gaat de specialiteitsregel boven de posterioriteitsregel.

## Superioriteitsregel
De superioriteitsregel behelst dat bij een regelconflict van regels van verschillende rang de regels afkomstig van een hoger orgaan of een regeling die anderszins van hogere orde is die van een lagere regeling buiten werking stellen. In het Latijn: lex superior derogat legi inferiori. 

### Nederlands recht
In Nederland zou je hiervoor de volgende rangorde kunnen aanhouden:
- 'een ieder verbindende bepalingen' van verdragen en besluiten van volkenrechtelijke organisaties (Art 94 Grondwet)
- het Statuut voor het Koninkrijk der Nederlanden
- de Grondwet
- wet in formele zin
- algemene maatregel van bestuur
- ministeriële regeling
- provinciale verordening
- gemeentelijke verordening, waterschapsverordening

### Belgisch recht
In België is de hiërarchie der normen als volgt:
- Internationaal recht
- Supranationaal recht
- de Grondwet
- de algemene rechtsbeginselen met grondwettelijke waarde
- de bijzondere meerderheidswet
- de wet, decreten, ordonnanties
- het koninklijk besluit
- het ministerieel besluit

## Specialiteitsregel
De specialiteitsregel houdt dat bij een regelconflict van regels van gelijke rang de meer specifieke regeling voorgaat. Er wordt daarbij van uitgegaan dat de wet- of regelgever de speciale regeling niet had hoeven maken wanneer de situatie waarvoor deze geldt ook al volgens de algemene regel goed geregeld zou zijn. In het Latijn: lex specialis derogat legi generali.

## Posterioriteitsregel
De posterioriteitsregel bepaalt dat bij een regelconflict van regels van gelijke rang de jongste wet, dat wil zeggen de wet die het laatst is vastgesteld, prevaleert boven oudere wetten. In het Latijn: lex posterior derogat legi priori/anteriori.
Een zeer bijzonder geval van de posterioriteitsregel treedt op wanneer de gegroeide praktijk een wettelijke bepaling terzijde stelt. In dat geval valt de posterioriteitsregel samen met een voorrang van het gewoonterecht op het geschreven recht. Dit is het geval in het tamelijk unieke arrest Maring/Assuradeuren uit 1972, waarbij de Hoge Raad stelde dat een bepaalde verzekeringspraktijk maakte dat een wettelijke bepaling in onbruik was geraakt.